# Laufey
Лейвей Лін Йонсдоуттір (Ісландською: [ˈlœiːvei ˈliːn ˈjounstouhtɪr̥]; нар. 23 квітня 1999), відома під псевдонімом Laufey — ісландсько-китайська співачка і авторка пісень. Вона стала відомою на початку 2020-х років і описує свій музичний стиль, суміш джаз-попу та бедрум-попу, як «сучасний джаз».
Виступаючи як соліст на віолончелі з Ісландським симфонічним оркестром у віці 15 років, Лейвей була фіналісткою Ísland Got Talent (2014) і півфіналісткою The Voice Iceland (2015). У 2021 році вона випустила свій дебютний мініальбом Typical of Me та закінчила Музичний коледж Берклі в Бостоні, США. Її дебютний альбом Everything I Know About Love вийшов у 2022 році та потрапив у чарти Ісландії та США. За ним вийшов її другий студійний альбом, Bewitched, який вийшов у 2023 році та отримав схвальні відгуки критиків; сингл «From the Start» мав помірний успіх у Канаді, Новій Зеландії та Великобританії. Джерелами впливу Лейвей назвала Еллу Фіцджеральд, Біллі Холідей, Чета Бейкера та Тейлор Свіфт.

## Молодість і освіта
Лейвей Лін Йонсдоттір народилася 23 квітня 1999 року. Її батько ісландець, а мати китаянка. По материнській лінії її сім'я походить з Гуанчжоу. Її мати — класична скрипалька, а дідусь, Лін Яоцзі, викладав гру на скрипці в Центральній музичній консерваторії в Китаї, що, за словами Лофі, частково надихнуло її любов до музики. У неї є ідентична сестра-близнюк на ім'я Юнія Лін Йонсдоттір. Лейвей почала вивчати фортепіано у віці 4 років і віолончелі у віці 8 років і закінчила ісландську музичну школу Menntaskóli í Tónlist у 2018 році. Там же вона два роки навчалася співу. Вона провела своє дитинство, переїжджаючи між Рейк'явіком і Вашингтоном, округ Колумбія
У 15 років вона виступала як солістка на віолончелі з Ісландським симфонічним оркестром. Перебуваючи в Ісландії, Лейвей брала участь у сезоні 2014 року «Острів має талант» — ісландській версії «Британія має талант» — і стала фіналісткою. Наступного року вона також з'явилася як учасниця The Voice Iceland і дійшла до півфіналу. На той момент вона була наймолодшою учасницею в історії серіалу.
Лейвей закінчила Музичний коледж Берклі у 2021 році. Зараз вона проживає в Лос-Анджелесі.

## Кар'єра
Лейвей випустила свій дебютний сингл «Street by Street» у 2020 році, і він посів перше місце в чартах Ісландського радіо. Вона випустила свій перший мініальбом Typical of Me 30 квітня 2021 року. До нього увійшли «Street by Street» та шість нових пісень. Багато з цих треків були написані в її кімнаті в гуртожитку коледжу. Rolling Stone особливо високо оцінив її виконання «I Wish You Love». American Songwriter включили EP до свого списку найкращих альбомів 2021 року. Крім того, Typical of Me привернув увагу таких музикантів, як Віллоу Сміт і Біллі Айліш.
Лейвей виступала на Лондонському джазовому фестивалі в листопаді 2021 року. Приблизно в той же час вона співпрацювала з оркестром Лондонської філармонії, щоб випустити пісню «Let You Break My Heart Again». У грудні 2021 року вона співпрацювала з Доді, щоб випустити ще один сингл «Love To Keep Me Warm», кавер-версію оригіналу Ірвінга Берліна.
З весни по літо 2021 року (і пізніше знову в грудні для спеціального різдвяного випуску) Лейвей вела щотижневе музичне шоу на BBC Radio 3 під назвою «Щасливі гармонії», де вона висвітлювала надихаючу музику в різноманітних жанрах. Вона також має значну кількість прихильників у TikTok та Instagram, де вона часто веде прямі сесії.
Вона дебютувала на телебаченні Сполучених Штатів, коли з'явилася як музичний гість на Jimmy Kimmel Live! 21 січня 2022 року. Вона зіграла свою пісню «Like the Movies» зі свого дебютного мініальбому Typical of Me. Її дебютний альбом, Everything I Know About Love, був випущений 26 серпня 2022 року через AWAL і отримав схвалення критиків і дебютував під номером один у чарті Billboard Alternative New Artist Album.
Другий альбом Лофі Bewitched був випущений 8 вересня 2023 року. Станом на серпень 2023 року Лофі підписала глобальну видавничу угоду з Warner Chappell Music (WCM).

## Вплив
Хоча Лейвей перебувала під впливом класичної музики та грала з раннього дитинства, вона звернулася до пластинок свого батька з джазовими музикантками, такими як Елла Фіцджеральд та Біллі Холідей, щоб розвивати свій музичний стиль. Вона назвала Фіцджеральда та Чета Бейкера як найбільший творчий вплив на неї, назвавши першого своїм улюбленим музикантом. Лейвей також назвала Тейлор Свіфт джерелом натхнення для свого музичного мистецтва, сказавши: «[Свіфт] зробила для поп-музики та кантрі те, що я сподіваюся зробити для джазу. Їй вдалося об'єднати людей по всьому світу, що є однією з моїх головних цілей як музиканта».

## Дискографія

### Студійні альбоми
| Назва                        | Деталі альбому                                                                            | Пікові позиції у чартах | Пікові позиції у чартах | Пікові позиції у чартах | Пікові позиції у чартах | Пікові позиції у чартах |
| Назва                        | Деталі альбому                                                                            | ICE                     | NZ                      | UK                      | US Heat.                | US Sales                |
| ---------------------------- | ----------------------------------------------------------------------------------------- | ----------------------- | ----------------------- | ----------------------- | ----------------------- | ----------------------- |
| Everything I Know About Love | - Випущено: 26 серпня 2022 - Лейбл: AWAL - Формат: LP, цифрове завантаження, стрімінг     | 15                      | —                       | —                       | 14                      | 50                      |
| Bewitched                    | - Випущено: 8 вересня 2023 - Лейбл: AWAL - Формат: LP, CD, цифрове завантаження, стримінг | —                       | 17                      | 89                      | —                       | —                       |

### Концертні альбоми
| Назва                                                  | Деталі альбому                                                                    |
| ------------------------------------------------------ | --------------------------------------------------------------------------------- |
| A Night at the Symphony (з Iceland Symphony Orchestra) | - Випущено: 2 березня 2023 - Лейбл: AWAL - Формат: цифрове завантаження, стримінг |

### Мініальбоми
| Назва                 | Деталі альбому                                                                                       |
| --------------------- | --- |
| Typical of Me         | - Випущено: 30 квітня 2021 - Лейбл: самовипуск, AWAL - Формат: цифрове завантаження, стримінг, вініл |
| Сесії в Рейк'явіку    | - Випущено: 22 вересня 2022 - Лейбл: AWAL - Формат: цифрове завантаження, стримінг                   |
| A Very Laufey Holiday | - Випущено: 11 листопада 2022 - Лейбл: AWAL - Формат: цифрове завантаження, стримінг                 |

### Сингли
| Назва                                                                | рік  | Пікові позиції на діаграмі | Пікові позиції на діаграмі | Пікові позиції на діаграмі | Пікові позиції на діаграмі | Пікові позиції на діаграмі | Альбом                       |
| Назва                                                                | рік  | CAN                        | NZ Hot                     | UK                         | UK Indie                   | US Bub.                    | Альбом                       |
| -------------------------------------------------------------------- | ---- | -------------------------- | -------------------------- | -------------------------- | -------------------------- | -------------------------- | ---------------------------- |
| «Street by Street»                                                   | 2020 | —                          | —                          | —                          | —                          | —                          | Typical of Me                |
| «Someone New»                                                        | 2020 | —                          | —                          | —                          | —                          | —                          | Typical of Me                |
| «Best Friend»                                                        | 2021 | —                          | —                          | —                          | —                          | —                          | Typical of Me                |
| «Let You Break My Heart Again» (with Philharmonia Orchestra)         | 2021 | —                          | —                          | —                          | —                          | —                          | Сингли поза альбомом         |
| «Love Flew Away» (with Adam Melchor)                                 | 2021 | —                          | —                          | —                          | —                          | —                          | Сингли поза альбомом         |
| «Love to Keep Me Warm» (with Dodie)                                  | 2021 | —                          | —                          | —                          | —                          | —                          | A Very Laufey Holiday        |
| «Valentine»                                                          | 2022 | —                          | —                          | —                          | —                          | —                          | Everything I Know About Love |
| «Everything I Know About Love»                                       | 2022 | —                          | —                          | —                          | —                          | —                          | Everything I Know About Love |
| «Fragile»                                                            | 2022 | —                          | —                          | —                          | —                          | —                          | Everything I Know About Love |
| «Dear Soulmate»                                                      | 2022 | —                          | —                          | —                          | —                          | —                          | Everything I Know About Love |
| «Falling Behind»                                                     | 2022 | —                          | —                          | —                          | —                          | —                          | Everything I Know About Love |
| «Ain't Christmas» (Alexander 23 with Laufey)                         | 2022 | —                          | —                          | —                          | —                          | —                          | Сингл без альбому            |
| «Valentine» (Live at the Symphony) (with Iceland Symphony Orchestra) | 2023 | —                          | —                          | —                          | —                          | —                          | A Night at the Symphony      |
| «From the Start»                                                     | 2023 | 86                         | 8                          | 92                         | 39                         | 11                         | Bewitched                    |
| «Promise»                                                            | 2023 | —                          | —                          | —                          | —                          | —                          | Bewitched                    |
| «Bewitched»                                                          | 2023 | —                          | —                          | —                          | —                          | —                          | Bewitched                    |
| «California and Me» (with Philharmonia Orchestra)                    | 2023 | —                          | —                          | —                          | —                          | —                          | Bewitched                    |

### Інші пісні в чартах
| Назва         | рік  | Пікові позиції на діаграмі | Альбом    |
| Назва         | рік  | NZ Hot                     | Альбом    |
| ------------- | ---- | -------------------------- | --------- |
| «Dreamer»     | 2023 | 26                         | Bewitched |
| «Second Best» | 2023 | 28                         | Bewitched |
| «Haunted»     | 2023 | 32                         | Bewitched |
| «Lovesick»    | 2023 | 21                         | Bewitched |